# ウダイプリー・マハル
ウダイプリー・マハル（Udaipuri Mahal, 1640年 - 1707年6月8日直後）は、北インド、ムガル帝国の第6代皇帝アウラングゼーブの妃。カーム・バフシュの母親でもある。ウダイプリー・バーイー（Udaipuri Bai）とも呼ばれた。

## 生涯
ウダイプリー・マハルは奴隷の娘だった。出身地についてはあまりよくわかっておらず、メーワール王国のウダイプルの出身とも、カシミールの出身ともいわれる。あるいはグルジア出身ともされている。
最初はダーラー・シコーの妃だったが、1659年に彼がアウラングゼーブに処刑されると、その妃となった
1667年3月6日、アウラングゼーブの最後の息子であるカーム・バフシュを生んだ。
1681年以降、アウラングゼーブがデカン地方に遠征するとそれに随行し、その晩年の面倒を見ていた。
1707年3月にアウラングゼーブがアフマドナガルで死ぬと、ウダイプリー・マハルも同年6月8日の直後に後を追うようにグワーリオールで死亡した。